# Palatino
Pour l’article homonyme, voir Pont Palatino.
Palatino est une police de caractères sérif dessinée et développée par Hermann Zapf de 1948 à 1950 pour la fonderie typographique D. Stempel AG de Francfort, en Allemagne.